# Allamuchy-Panther Valley
Allamuchy-Panther Valley is een plaats (census-designated place) in de Amerikaanse staat New Jersey, en valt bestuurlijk gezien onder Warren County.

## Demografie
Bij de volkstelling in 2000 werd het aantal inwoners vastgesteld op 3125.

## Geografie
Volgens het United States Census Bureau beslaat de plaats een oppervlakte van
15,0 km², waarvan 14,8 km² land en 0,2 km² water.

## Plaatsen in de nabije omgeving
De onderstaande figuur toont nabijgelegen plaatsen in een straal van 12 km rond Allamuchy-Panther Valley.